# AutoCAD
AutoCAD（オートキャド）は、オートデスク株式会社が開発する汎用のCADソフトウェア。1982年、最初のバージョンである1.0が発売された。建築・土木・機械分野をはじめとして、汎用CADとして多く利用されている。

## 概要
米国製の汎用の2D/3D CADでAutoCAD及びAutoCAD LT、それに各種専用機能を備えたAutoCAD Mechanicalなど業界向け製品がある。データフォーマットのDWG（非公開）と中間フォーマットDXF（公開）は、多くのCADでデータ交換に利用されている。カスタマイズするためのAPIが、AutoLISP、ObjectARX(C++)、VB、.netなどと充実している。十数か国の言語に翻訳され世界中で利用されている。
AutoCADは、1982年に2D/3Dの汎用CADとして発売される。他のCADメーカーと差別化するためデータフォーマットとAPIを公開し、AutoCADをベースに専用アプリケーションの開発をサードパーティー（開発会社）に呼びかける。その結果、AutoCADをベースに様々なアプリケーションが開発され、そのアプリケーションの普及と同時にAutoCADが一緒に普及するビジネスモデルを構築。そのオープン戦略に徹したことが市場で受け入れられ1990年半ばまでには世界中で大きなマーケットシェアを獲得することになった。このCADのプラットフォームの提供に徹するという方針を、1997年のSoftdesk（米国の建築系アプリケーションソフト会社）買収を切っ掛けに戦略を転換する。その後、多くのサードパーティーを買収することにより、業種向けの専用CADを提供するようになる。そして、2016年、ライセンスの提供方法を従来の永久ライセンスから期間限定のライセンス方式（サブスクリプション）に全面的に移行するなど、クラウドに向けまたその戦略を大きく転換した。
2018年、AutoCAD 2019で、AutodeskはAutoCAD本体に、その派生製品であったAutoCAD Architecture (建築設計、旧Autodesk Architectural Desktop)、AutoCAD Electrical (電気制御設計)、AutoCAD Mechanical (機械設計)、AutoCAD MEP (設備設計、旧Autodesk Building Systems)、AutoCAD Map 3D (地理空間情報)、AutoCAD Plant 3D (3D工場設計)、AutoCAD Raster Design (ラスター画像処理)を統合した。なお、AutoCAD P&IDは廃止され、AutoCAD Civil 3DはAutodesk Civil 3Dに改名されて存続した。
2021年、AutoCAD日本版がAutoCAD Plusへと改名され、新たなAutoCAD日本版は業種別ツールセットを除いたものとなった。

## 関連製品 (代表的な製品)
| AutoCAD LT                                          | 簡易版                                                  |
| Advance Steel                                       | 鋼構造物向け                                            |
| Autodesk Civil 3D                                   | 土木設計向け                                            |
| Autodesk Fabrication CADmep                         | AutoCAD向けのMEPアドオン                                |
| AutoCAD Revit LT Suite                              | AutoCAD LTとRevit LTのセット版                          |
| Architecture, Engineering & Construction Collection | AutoCADを含む建築向けのソフトウェアセット               |
| Product Design & Manufacturing Collection           | AutoCADを含む製品の設計及び製造向けのソフトウェアセット |

AutoCAD LTとInventor LTのセット版であるInventor LT Suiteも存在したが廃止となった。

## 互換製品
AutoCADの互換製品では、1998年にVisio社（米国）が販売したIntelliCAD98が初期の製品としては有名。その後、Visio社がマイクロソフトに買収されることによりIntelliCADがオープンソースとなる。そのオープンソースを管理する団体の会員になった企業がIntelliCADのプログラムをベースにした互換CADの製品を開発し、それが世界各国で販売されるようになる。日本では、インテリジャパン（名古屋）が2001年にIJ IntelliCADとして国産初の互換CADを発売。その後、コストエレクトロニクス（横浜）がCosmo IntelliCADを、サイバーデザインラボ（名古屋）がXcellicCADというブランドで互換CADを販売した。
AutoCADの互換CADは、IntelliCADをベースにしたものが主流となってきたが、IntelliCADとは異なる製品としてドイツのARES（旧FelixCAD）がある。これは、IntelliCADのプログラムを利用しないで開発された製品である。ただ、AutoCADのデータにアクセスするツールは、共にOpen Design Alliance（米国の非営利団体）が提供する.dwg Toolsetを採用している。この.dwg Toolsetは、AutoCADのデータを読み書きすることができるもので、AutoCAD以外のほとんどのCADメーカーに採用されている。以前は、AutoCADのデータを読み書きできるだけで互換CADという言い方をされたこともあったが、現在は、データの読み書きだけでなく、コマンドや操作性の互換性も高くないと互換CADとして言われなくなっている。
2010年代になると海外製の有力な互換CADが日本市場に参入するようになり、互換CADという製品の市場での認知度も高まる。特に2017年になりAutodesk社がAutoCADの永久ライセンス販売を終了したことで一気に注目度が高まった。2020年現在、日本ではインテリジャパンのIJCAD（日本）、AresCAD（ドイツ）、BricsCAD（ベルギー）、ZWCAD（中国）、Draftsight（フランス）などが入手できるが、2次元CADへの投資を抑えたい企業や個人のニーズと合い、これらの互換CADの利用も増加傾向にある。